# Clastoptera newporta
Clastoptera newporta är en insektsart som beskrevs av Doering 1929. Clastoptera newporta ingår i släktet Clastoptera och familjen Clastopteridae. Inga underarter finns listade i Catalogue of Life.